# Comitat de Bjelovar-Bilogora
Le comitat de Bjelovar-Bilogora (en croate Bjelovarsko-bilogorska županija) est un comitat dans le centre de la Croatie, en Slavonie. Il doit son nom à la ville de Bjelovar et à la colline de Bilogora, située dans le nord du comitat. Selon le recensement fait en 2011, ce comitat a une surface de 2 652 km2 et est peuplé de 119 764 habitants.

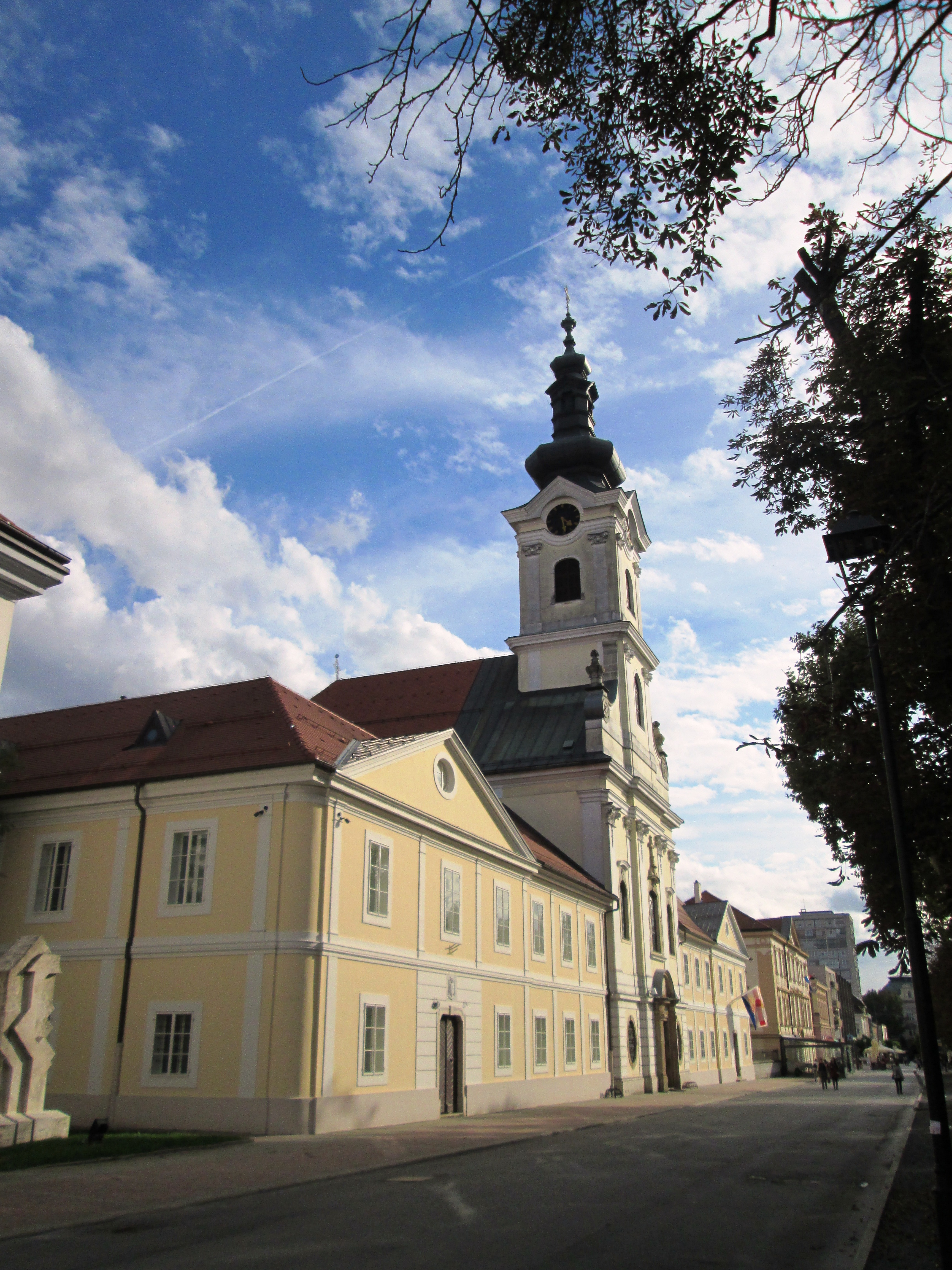
Cathédrale Sainte-Thérèse d'Avile à Bjelovar, Croatie

## Subdivisions
Le comitat de Bjelovar-Bilogora comprend 5 villes et 18 municipalités.
- Ville de Bjelovar (chef-lieu)
- Ville de Čazma
- Ville de Daruvar
- Ville de Garešnica
- Ville de Grubišno Polje
- Municipalité de Berek
- Municipalité de Dežanovac
- Municipalité de Đulovac
- Municipalité de Hercegovac
- Municipalité de Ivanska
- Municipalité de Kapela
- Municipalité de Končanica
- Municipalité de Nova Rača
- Municipalité de Rovišće
- Municipalité de Severin
- Municipalité de Sirač
- Municipalité de Šandrovac
- Municipalité de Štefanje
- Municipalité de Velika Pisanica
- Municipalité de Velika Trnovitica
- Municipalité de Veliki Grđevac
- Municipalité de Veliko Trojstvo
- Municipalité de Zrinski Topolovac